# Taylan Duman
Taylan Duman (* 30. Juli 1997 in Moers) ist ein deutsch-türkischer Fußballspieler. Der Mittelfeldspieler steht in der 3. Liga beim SV Sandhausen unter Vertrag.

## Karriere
Der gebürtige Moerser Duman spielte in der Jugend für den MSV Duisburg. 2012 wechselte er zu Fortuna Düsseldorf und spielte dort zunächst in verschiedenen Jugendmannschaften.
Im Oktober 2015 unterzeichnete Duman einen ab Juli 2016 gültigen Profivertrag mit einer Laufzeit von drei Jahren bei der Fortuna. Am 4. November 2016 debütierte Taylan Duman in der Startelf von Fortuna Düsseldorf im Heimspiel gegen Dynamo Dresden in der 2. Bundesliga, es blieb sein einziger Einsatz für die Profis.
Im Januar 2019 unterschrieb er einen Vertrag beim Regionalligisten Borussia Dortmund II. Für diesen kam er zu 54 Ligaeinsätzen, in denen er 18 Tore erzielte. Im Juni 2020 saß er unter Lucien Favre bei einem Bundesligaspiel auf der Bank, wurde allerdings nicht eingewechselt.
Zur Spielzeit 2021/22 wechselte Duman ablösefrei in die 2. Bundesliga zum 1. FC Nürnberg.
Im Januar 2025 wechselte Duman zum Drittligisten SV Sandhausen.

## Titel
- Meister der Regionalliga West und Aufstieg in die 3. Liga: 2021

## Kontroversen
Duman teilte im April 2020 ein etwa neunminütiges Video auf seinem Instagram-Account, in dem unter anderem behauptet wird, dass die Todeszahlen der an Corona erkrankten Menschen in Italien erfunden seien. Der Verein Borussia Dortmund bezog auf Anfrage der Ruhr Nachrichten keine Stellung dazu.